# Coupe de France (Basketball)
Der Coupe de France im Basketball ist der nationale französische Pokalwettbewerb. Der Wettbewerb wird von der Fédération Française de Basketball (FFBB) ausgerichtet. Erstmals wurde 1953 mit ASVEL Lyon-Villeurbanne ein französischer Pokalsieger im Basketball gekürt.
Rekordtitelträger der Herren ist ASVEL Lyon-Villeurbanne mit 9 gewonnenen Pokalwettbewerben. Aktueller Titelträger (2019) ist ebenfalls Lyon-Villeurbanne.
Rekordtitelträger der Damen ist Bourges Basket mit 9 gewonnenen Pokalwettbewerben seit der Wiederbelebung des Pokalwettbewerbs 1996. Aktueller Titelträger (2019) ist ebenfalls Bourges.

## Herren
Der Pokal der Herren wird seit 1996 auch als Trophée Robert Busnel bezeichnet, nach dem 1991 verstorbenen Basketballspieler Robert Busnel.

### Austragungsmodus
Am Pokalwettbewerb nehmen alle Mannschaften der ersten Basketballliga LNB Pro A, der zweiten Basketballliga LNB Pro B sowie der ersten Amateurliga Nationale 1 teil. Die Partien werden als direkte Eliminationsspiele ausgetragen.

### Französische Pokalsieger
| Jahr | Team                         | Stadt            | Austragungsort des Endspiels |
| ---- | ---------------------------- | ---------------- | ---------------------------- |
| 2019 | ASVEL Lyon-Villeurbanne      | Lyon             | Paris (Bercy)                |
| 2018 | Strasbourg IG                | Strasbourg       | Paris (Bercy)                |
| 2017 | Nanterre 92                  | Nanterre         | Paris (Bercy)                |
| 2016 | Le Mans Sarthe Basket        | Le Mans          | Paris (Bercy)                |
| 2015 | Strasbourg IG                | Straßburg        | Paris (Carpentier)           |
| 2014 | JSF Nanterre                 | Nanterre         | Paris (Coubertin)            |
| 2013 | Paris-Levallois Basket       | Paris            | Paris (Bercy)                |
| 2012 | Élan Sportif Chalonnais      | Chalon-sur-Saône | Paris (Bercy)                |
| 2011 | Élan Sportif Chalonnais      | Chalon-sur-Saône | Paris (Bercy)                |
| 2010 | Orléans Loiret Basket        | Orléans          | Paris (Bercy)                |
| 2009 | Le Mans Sarthe Basket        | Le Mans          | Paris (Bercy)                |
| 2008 | ASVEL Lyon-Villeurbanne      | Lyon             | Paris (Bercy)                |
| 2007 | Élan Béarnais Pau-Orthez     | Pau, Orthez      | Paris (Bercy)                |
| 2006 | Jeanne d’Arc Dijon Bourgogne | Dijon            | Paris (Bercy)                |
| 2005 | BCM Gravelines               | Gravelines       | Paris (Bercy)                |
| 2004 | Le Mans Sarthe Basket        | Le Mans          | Paris (Bercy)                |
| 2003 | Élan Béarnais Pau-Orthez     | Pau, Orthez      | Paris (Bercy)                |
| 2002 | Élan Béarnais Pau-Orthez     | Pau, Orthez      | Paris (Bercy)                |
| 2001 | ASVEL Lyon-Villeurbanne      | Lyon             | Paris (Bercy)                |
| 2000 | CSP Limoges                  | Limoges          | Paris (Bercy)                |
| 1999 | Cholet Basket                | Cholet           | Paris (Bercy)                |
| 1998 | Cholet Basket                | Cholet           | Paris (Bercy)                |
| 1997 | ASVEL Lyon-Villeurbanne      | Lyon             | Paris (Coubertin)            |
| 1996 | ASVEL Lyon-Villeurbanne      | Lyon             | Marseille                    |
| 1995 | CSP Limoges                  | Limoges          |                              |
| 1994 | CSP Limoges                  | Limoges          |                              |

## Damen
Der Pokal der Damen wird seit 1996 auch als Trophée Joë Jaunay bezeichnet, nach dem ehemaligen Basketballspieler und -trainer Joë Jaunay.

### Französische Pokalsieger
| Jahr | Team                               | Stadt           |
| ---- | ---------------------------------- | --------------- |
| 2019 | Tango Bourges Basket               | Bourges         |
| 2018 | Tango Bourges Basket               | Bourges         |
| 2017 | Tango Bourges Basket               | Bourges         |
| 2016 | Lattes Montpellier BA              | Montpellier     |
| 2015 | Lattes Montpellier BA              | Montpellier     |
| 2014 | Tango Bourges Basket               | Bourges         |
| 2013 | Lattes Montpellier BA              | Montpellier     |
| 2012 | Arras Pays d’Artois Basket Féminin | Arras           |
| 2011 | Lattes Montpellier BA              | Montpellier     |
| 2010 | CJM Bourges Basket                 | Bourges         |
| 2009 | CJM Bourges Basket                 | Bourges         |
| 2008 | CJM Bourges Basket                 | Bourges         |
| 2007 | US Valenciennes Olympic            | Valenciennes    |
| 2006 | CJM Bourges Basket                 | Bourges         |
| 2005 | CJM Bourges Basket                 | Bourges         |
| 2004 | US Valenciennes Olympic            | Valenciennes    |
| 2003 | US Valenciennes Olympic            | Valenciennes    |
| 2002 | US Valenciennes Olympic            | Valenciennes    |
| 2001 | US Valenciennes Olympic            | Valenciennes    |
| 2000 | ASPTT Aix-en-Provence              | Aix-en-Provence |
| 1999 | USO Mondeville                     | Mondeville      |
| 1998 | Tarbes Gespe Bigorre               | Tarbes          |
| 1997 | Tarbes Gespe Bigorre               | Tarbes          |
| 1996 | Tarbes Gespe Bigorre               | Tarbes          |